# (5080) Oja
Pour les articles homonymes, voir Oja.
(5080) Oja est un astéroïde de la ceinture principale.

## Description
(5080) Oja est un astéroïde de la ceinture principale. Il fut découvert le 2 mars 1976 à l'observatoire Kvistaberg par Claes-Ingvar Lagerkvist. Il présente une orbite caractérisée par un demi-grand axe de 2,24 UA, une excentricité de 0,12 et une inclinaison de 5,5° par rapport à l'écliptique.

## Compléments